# Сафа Ґерай (калга)
Сафа Ґерай (Гірей) (крым. Safa Geray, صفا گرای ‎ помер у 1591 році) — кримський калга (1584) і нуреддін (1588–1591), син кримського хана Мехмеда II Ґерая (1577–1584).

## Біографія
В 1584 році кримський хан Мехмед II Ґерай підняв заколот проти османського панування, відмовився брати участь в ірано-турецькій війні і осадив турецьку фортецю Кафу. Султан Мурад III призначив новим кримським ханом Ісляма II Ґерая, молодшого брата Мехмеда II Ґерая, і відправив його до Криму з великим турецьким загоном. Іслам Ґерай з яничарами висадився в Кафе, де до нього незабаром приєдналися брати Алп Ґерай, Шакай Мубарек Ґерай та Селямет I Ґерай. Кримська знать також визнала владу Ісляма ІІ Ґерая. Повалений хан Мехмед II Ґерай разом із сім'єю втік із Криму, сподіваючись знайти притулок та підтримку у Малу Ногайську орду. Однак на околицях Перекопа він був наздогнаний і вбитий своїм молодшим братом, калгою Алпом Гераєм. Але його сини Саадет, Сафа і Мурад врятувалися втечею і прибули в ногайські улуси.
У тому ж 1584 Саадет Ґерай з братами Сафою Ґераєм і Мурадом Ґераєм, зібравши 15-тисячне ногайське військо, здійснив перший похід проти свого дядька, хана Ісляма II Ґерая. Саадет Ґерай вступив у Крим і захопив Бахчисарай, де проголосив себе ханом. Він призначив своїх братів Сафу Ґерая та Мурада Ґерая калгою та нуреддіном. Повалений хан Іслям II Ґерай утік у Кафу, звідки звернувся по допомогу до Стамбула. Османський султан Мурад III відправив до нього на допомогу три тисячі яничарів. Іслам Ґерай та Альп Ґерай з турецьким військом виступили в похід проти своїх племінників, які були розбиті в битві в долині річки Індол. Саадет Ґерай із братами змушений був відступити з Криму в ногайські улуси. Наступного 1585 року Саадет на чолі ногайського війська зробив другий похід на Крим, але був зупинений і відбитий калгою Алпом Ґераєм. Саадет Ґерай, втративши підтримку Малої Ногайської орди, вирушив у Кумикію, а його молодші брати Сафа Ґерай і Мурад Ґерай — до Черкесії і Астрахані. Саадет Ґерай розраховував знайти підтримку у Великій Ногайській орді, яка здавна ворогувала з Кримським ханством, у шамхала тарківського в Дагестані. Мурад Ґерай прибув до Астрахані, звідки звернувся по військово-політичної допомогою до московського уряду і був запрошений царем до Москви. Сафа Ґерай сподівався на підтримку західних черкесів (Жане). З Черкесії Сафа Ґерай листувався з донськими та українськими козаками. Брати Саадет Ґерай і Сафа Ґерай вступили в переговори з Московською державою, а їх брат Мурад Ґерай навесні 1586 року прибув до Москви, де був з великими почестями прийнятий царем Федором Івановичем. У вересні 1586 року царевич Мурад Ґерай, призначений астраханським намісником, був відправлений з Москви по Волзі в Астрахань. Його брати Саадет і Сафа отримали дозвіл кочувати з великими ногаями під Астраханню.
Восени 1586 року царевич Сафа Ґерай зі своїми прихильниками (до 100 осіб) прибув з Черкесії в Кумикію, де приєднався до свого старшого брата Саадета Ґерая. У жовтні 1586 року московська влада від імені Мурада Ґерая відправила гінців до Кумикії, закликаючи царевичів Саадета і Сафу приїхати до Астрахані. Саадет Ґерай із сім'єю прибув Астрахань, а його брат Сафа Ґерай відмовився співпрацювати з московським урядом. У 1587 році Сафа Ґерай знаходився в Черкесії та Малій Ногайській орді. Восени того ж 1587 року в Астрахані раптово помер Саадет Ґерай.
Навесні 1588 року помер кримський хан Іслам II Ґерай. Османський султан Мурад III призначив новим ханом його брата Газі II Ґерая. Ще влітку 1587 року Газі Ґерай, що був тоді ще в Стамбулі, листувався зі своїми племінниками Сафою і Мурадом. У квітні 1588 року новий хан Газі II Ґерай із турецькими яничарами прибув із Стамбула до Криму. Незабаром він відправив гінців до Сафи та Мурада, пропонуючи їм повернутися до Криму, обіцяючи їм високі посади при своєму дворі. У травні 1588 року Сафа Ґерай зі значною делегацією кримськотатарської знаті повернувся до Криму, де Газі II Ґерай призначив його нуреддином У червні 1588 року у таємній зустрічі з московським посланцем І. Судаковим-М'ясним нуреддін Сафа Ґерай попросив відпустити його брата Мурада Ґерая з Астрахані до Криму, де Газі II Ґерай обіцяв призначити його калгою.
Взимку 1589 року за дорученням хана Газі II нуреддін Сафа Ґерай керував переведенням улусів ногайських мурз на їхні старі кочів'я. Спочатку були повернуті мурзи Араслан Дівєєв та сини Єсинея Дівєєва зі своїми улусами (до 10 тисяч осіб). Проте спроба кримців добитися перекочування Великих ногаїв не мала успіху. Ногайські мурзи зі своїми улусами (до 15 тисяч осіб), кочували на лівій стороні Дону і відмовилися переправлятися на правий бік Дону та вступати у підданство кримського хана. Нуреддін Сафа Ґерай за сприяння казиївського мурзи Якшисата спробував силою змусити улуси Великих ногаїв перейти Дон. Була захоплена лише частина ногайських улусів, а більшість улусів і мурз Великих ногаїв втекли під Астрахань.
У 1591 році Сафа Ґерай брав участь у великому військовому поході хана Газі II Ґерая, на Московське царство. У червні величезне кримськотатарське військо під проводом хана вступило в південномосковські володіння і стало швидко просуватися до Москви. Царський уряд сконцентрував під столицею велику московську рать. Московські воєводи розбили передові кримські загони у боях під селом Котли та організували нічний напад на ханський табір у селі Коломенському. Хан Газі II Ґерай, отримавши інформацію про наближення до Москви нових підкріплень, став швидко відступати від Москви на південь. Московські воєводи з кінними загонами стали переслідувати втікаюче кримське військо, розбиваючи і знищуючи окремі загони ворога, що відокремилися від головних сил. Після повернення з московського походу до Криму нуреддін Сафа Ґерай помер від хвороби.